# Teuva
Teuva (Zweeds: Östermark) is een gemeente in de Finse provincie West-Finland en in de Finse regio Zuid-Österbotten. De gemeente heeft een landoppervlakte van 554,73 km² en telt 4.862 inwoners (2022).